# Peritromus
Peritromidae
Famille
Genre
Peritromus, unique représentant de la famille des Peritromidae, est un genre de Ciliés de la classe des Hypotrichea et de l’ordre des Heterotrichida.

## Étymologie
Le nom Peritromus, de peri, autour, et trom, tremblement, a peut-être été donné en référence à l'« étrange contractilité » que manifeste cet organisme.

## Description
Selon Kahl, le genre Peritromus a un contour ventral plat et ovale. Le bord antérieur de la surface ventrale est circonscrit par la zone robuste, qui commence à différentes distances vers la droite et s'étend jusqu'au milieu du premier côté ou au-delà. Avant l’extrémité orale, il s'éloigne du bord et décrit une courte spirale qui descend dans l'entonnoir dont la bouche est courte. À cet endroit une membrane courte et épaisse s’étire un peu vers l'avant à partir du bord droit de la bouche. La surface ventrale est sillonnée longitudinalement et densément ciliée. Les rangs sont entrecoupés par la bouche en spirale.
La bosse dorsale est probablement toujours pourvue d'épines dressées. Deux parties centrales, une vacuole contractile souvent imperceptible à l'arrière de la cuspide.
Toutes les espèces de Peritromus montrent une étrange contractilité rappelant les phénomènes rencontrés chez les animaux supérieurs. À l'aide de fibrilles méridiennes (il existe peut-être aussi des fibrilles transversales), ils peuvent contracter la surface abdominale assez soudainement, les bords quelque peu contractés se refermant étroitement et le dos épineux s'étirant (comme chez le hérisson). De cette façon, ils entrent également dans l'état de repos sans apparemment excréter une enveloppe kystique spéciale.

## Habitat et répartition
Ce sont des ciliés marins recensés sur tout le globe.

## Systématique
Le naturaliste allemand Samuel Friedrich Nathaniel Stein a décrit le genre en 1863 puis la famille en 1967.

## Liste des espèces
Selon GBIF (28 octobre 2023) :
- Peritromus arenicolus Dragesco, 1965
- Peritromus californicus Kirby, 1934
- Peritromus emmae Stein, 1863
- Peritromus eurystomus Vacelet, 1961
- Peritromus faurei Kahl, 1932
- Peritromus gigas Faure-Fremiet, 1924
- Peritromus kahli Villeneuve-Brachon, 1940
- Peritromus minor Ozaki & Yagiu, 1941
- Peritromus minutus Vacelet, 1961
- Peritromus montanus Kahl, 1928
- Peritromus ovale
- Peritromus ovalis Faure-Fremiet, 1924
- Peritromus sieburthi Small & Lynn, 1985
- Peritromus tetramacronucleatus Ozaki & Yagiu, 1941

## Publication originale
(de) Stein F. (1863). Auf der Reise in die Ostsee bei Wismar beobachtete neue oder noch nicht genügend bekannte Infusorienformen]. — Amtl. Ber. Ver. dt. Naturf. Ärzte, Karlsbad 37 (year 1862): 161-162, 165-166. Autre titre selon Foissner et al. (1999) : Neue Infusorienformen in der Ostsee